# Cool Water (album)
Cool Water è un album in studio del gruppo progressive rock britannico Caravan, pubblicato nel 1994 ma registrato tra il 1977 e il 1978.

## Tracce
1. Cool Water – 4:07
2. Just the Way You Are – 3:43
3. Tuesday Is Rock and Roll Nite – 4:21
4. The Crack of the Willow – 5:35
5. Ansaphone – 4:59
6. Cold Fright – 5:21
7. Side By Side – 4:40
8. You Won't Get Me Up in One of Those – 3:54
9. To the Land of My Fathers – 4:56
10. Poor Molly – 5:54
11. Send Reinforcements – 4:48

## Formazione
- Pye Hastings - chitarra, voce, arrangiamenti
- Richard Coughlan - batteria, percussioni (tracce 1-7)
- Richard Sinclair - basso (1-7)
- Jimmy Hastings - sassofono (1-7)
- Jan Schelhaas - organo, piano, tastiera, minimoog (1-7)
- Ian Mosley - batteria (8-11)
- Rod Edwards - tastiera (8-11)
- John Gustafson - basso (8-11)